# Olive Borden
Pour les articles homonymes, voir Borden.
Olive Borden (de son vrai nom Sybil Tinkle) est une actrice américaine née le 14 juillet 1907 à Richmond en Virginie et décédée d'une pneumonie le 1er octobre 1947 à Los Angeles en Californie.

## Biographie
Découverte par Mack Sennett à l'âge de quinze ans, celui-ci l'intègre à ses Bathing Beauties. Mais, dès 1924, elle est la partenaire de Charley Chase pour plusieurs comédies, dont quelques-unes dirigées par Leo McCarey. En 1926, elle passe aux studios Fox, où elle tourne sous la direction des grands réalisateurs de l'époque (Ford, Hawks, Walsh). Mais l'année 1928 voit son image décliner, au moment où elle quitte la maison de production. En 1934, sa carrière est au plus bas. En 1943, elle s'engage dans l'armée. Après la guerre, complètement démunie, elle se retrouve femme de ménage dans des hôtels de seconde zone et meurt en 1947 d'une pneumonie à la mission Sunshine, qui recueillait les femmes miséreuses à Los Angeles.

## Filmographie

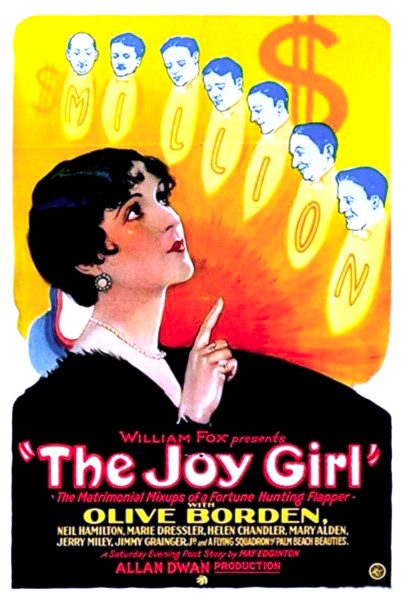
Olive Borden à l'affiche de The Joy Girl (1927).

- 1923 : Ponjola de Donald Crisp (non créditée)
- 1924 : Neck and Neck de Fred Hibbard
- 1924 : Wide Open de Fred Hibbard
- 1924 : Air Pockets de Fred Hibbard
- 1924 : Should Landlords Live? de Nicholas T. Barrows et James D. Davis
- 1924 : Why Men Work de Leo McCarey
- 1924 : Too Many Mammas de Leo McCarey
- 1924 : The Royal Razz de Leo McCarey
- 1924 : Just a Good Guy de Hampton Del Ruth
- 1925 : Should Husbands Be Watched? de Leo McCarey
- 1925 : The Dressmaker from Paris de Paul Bern
- 1925 : Bad Boy
- 1925 : Tell It to a Policeman de Fred Guiol
- 1925 : Good Morning, Nurse de Lloyd Bacon
- 1925 : Grounds for Divorce de Paul Bern
- 1925 : The Happy Warrior de J. Stuart Blackton
- 1925 : The Overland Limited de Franck O'Neill
- 1925 : The Uneasy Three de Leo McCarey
- 1926 : The Yankee Señor de Emmett J. Flynn
- 1926 : Ferme au poste (My Own Pal) de John G. Blystone
- 1926 : Yellow Fingers de Emmett J. Flynn
- 1926 : Trois sublimes canailles (Three Bad Men) de John Ford
- 1926 : Sa Majesté la Femme (Fig Leaves) de Howard Hawks
- 1926 : The Country Beyond de Irving Cummings
- 1927 : The Monkey Talks de Raoul Walsh
- 1927 : Secret Studio de Victor Schertzinger
- 1927 : The Joy Girl de Allan Dwan
- 1927 : Pajamas de John G. Blystone
- 1927 : Come to My House de Alfred E. Green
- 1928 : The Albany Night Boat de Alfred Raboch
- 1928 : Virgin Lips de Elmer Clifton
- 1928 : Cité de la terreur (Gang War) de Bert Glennon
- 1928 : Stool Pigeon de Renaud Hoffman
- 1928 : Sinners in Love de George Melford
- 1929 : La Fleur du désert (en) (Love in the Desert) de George Melford
- 1929 : The Eternal Woman de John P. McCarthy
- 1929 : Half Marriage de William J. Cowen
- 1929 : Dance Hall de Melville W. Brown
- 1929 : Wedding Rings de William Beaudine
- 1930 : Hello Sister de Walter Lang
- 1930 : The Social Lion de A. Edward Sutherland
- 1932 : The Divorce Racket d'Aubrey Scotto
- 1933 : Hotel Variety de Raymond Cannon
- 1933 : Leave It to me de Monty Banks
- 1933 : The Mild West de Joseph Henabery
- 1934 : The Inventors d'Al Christie
- 1934 : Chloe, Love Is Calling You de Marshall Neilan